# GSC2410-948
GSC2410-948 — хімічно пекулярна зоря спектрального класу A0, що має видиму зоряну величину в смузі V приблизно  0,0.